# Julie Dray
Julie Dray est une actrice française. À la télévision, elle est surtout connue à l'international pour ses rôles dans la sitcom britannique Channel 4 Crashing (2016) et la série de science-fiction HBO et Sky One Avenue 5 (2020). Au cinéma, elle a joué dans des films tels que Breaking the Bank (2014) et A Bird Flew In (2021).

## Biographie
À l'âge de treize ans, Julie Dray remporte un concours organisé par un magazine pour interviewer une pop star. Cette expérience lui permet d'obtenir un emploi de chroniqueuse, dont les revenus financent des cours de théâtre après l'école. Elle se forme au métier d'actrice au Cours Simon et au Cours Florent. En plus du français, elle parle couramment l'anglais et l'espagnol, et possède des notions d'hébreu et de norvégien.

## Filmographie

### Cinéma
| Année | Titre                            | Rôle                 | Notes                               |
| ----- | -------------------------------- | -------------------- | ----------------------------------- |
| 1997  | À l'aube du printemps            |                      |                                     |
| 1999  | Extension du domaine de la lutte | Jeune femme          |                                     |
| 2000  | Deuxième vie                     | Sylvie               |                                     |
| 2004  | Mariage mixte                    | Myriam Abecassis     |                                     |
| 2006  | Comme un lundi                   |                      | Court métrage                       |
| 2006  | Le dîner                         | Clara                | Court métrage                       |
| 2008  | Ralph                            | Julie                | Court métrage                       |
| 2008  | Le Bruit défendu                 | Sabine               |                                     |
| 2010  | Do Elephants Pray?               | Malika               |                                     |
| 2012  | Toussaint Louverture             | Louise               |                                     |
| 2012  | Another Woman's Life             | Séverine             |                                     |
| 2013  | Brûlures                         | Geraldine            | Court métrage                       |
| 2014  | 20 Rules!                        | Julie                |                                     |
| 2014  | Breaking the Bank                | Sophie               |                                     |
| 2014  | À part ça la vie est belle       | Zoe                  | Court métrage                       |
| 2015  | Mike Garcia and the Cruz         | Wendy Anarchist      | Court métrage                       |
| 2016  | La femme et le TGV               | Professeure de danse | Court métrage                       |
| 2016  | Le Voyageur                      |                      | Scénariste et productrice exécutive |
| 2017  | Base                             | Ash                  |                                     |
| 2019  | For the Cause                    | Sirine               |                                     |
| 2021  | A Bird Flew In                   | Anna                 | [ 4 ]                               |
| 2023  | Le Nounou                        | Sandra               | Téléfilm                            |

### Télévision
| Année      | Titre                   | Rôle                            | Notes                                                  |
| ---------- | ----------------------- | ------------------------------- | ------------------------------------------------------ |
| 2001       | Méditerranée            | Sabine Valbonne                 | Mini-série                                             |
| 2002       | Une famille formidable  | Christine                       | 2 épisodes                                             |
| 2002       | Nestor Burma            | Élodie                          | S8E1 Épisode "La Marieuse était trop belle"            |
| 2003       | Joséphine, ange gardien | Jennifer                        | Épisode : "Le Stagiaire"                               |
| 2004       | Navarro                 | Muriel Rouvière                 | Épisode : "Fascinations"                               |
| 2006       | Profils Criminels       | Virginie                        | Téléfilm                                               |
| 2008, 2010 | Doctors                 | Nathalie Fournier / Simone Palu | 2 épisodes                                             |
| 2009       | Venus and Apollo        | Jeune Ingrid                    | 1 épisode                                              |
| 2009       | Vive les vacances!      | Axelle                          | Rôle principal                                         |
| 2011       | Camping Paradis         | Julia                           | Épisode : "Ça swingue au camping"                      |
| 2011       | Land Girls              | Liane Lefebvre                  | Épisode : "The Enemy Within"                           |
| 2015       | Cradle to Grave         | Miss Blondel                    | 3 épisodes                                             |
| 2016       | Crashing                | Melody                          | Rôle principal                                         |
| 2017       | Riviera                 | Petra                           | Épisode : "La Clé"                                     |
| 2017       | Back                    | Juliet                          | 1 épisode                                              |
| 2018       | Wonderdate              | Anne                            | Court métrage                                          |
| 2018       | Dad, Inc.               | Rose Martin                     | Téléfilm                                               |
| 2019       | Year of the Rabbit      | Claudette                       | Pilote                                                 |
| 2019       | La Guerre des mondes    | Madeline                        | 1 épisode                                              |
| 2020       | King Gary               | Marie Laure                     | Épisode : "Holiday Pals"                               |
| 2020       | Avenue 5                | Nadia                           | 7 épisodes                                             |
| 2022       | The Curse               | Safiya Gatlin                   | Épisode : "Millionaires"                               |
| 2023       | Le Nounou               | Sandra                          | Téléfilm                                               |
| 2024       | Ici tout commence       | Iris Montigny                   | Série française                                        |
| 2024       | Ludwig                  | Tanya                           | 1 épisode (épisode 3)                                  |
| 2025       | Doctor Who              | Sabine                          | 1 épisode ("Le Concours Interstellaire de la Chanson") |

### Jeux vidéo
| Année | Titre                            | Rôle    | Notes             |
| ----- | -------------------------------- | ------- | ----------------- |
| 2019  | Anthem                           | North   | Version française |
| 2020  | Cyberpunk 2077                   | V       | Version française |
| 2021  | Night Book                       | Loralyn | [ 5 ]             |
| 2023  | Cyberpunk 2077 - Phantom Liberty | V       | Version française |
| 2024  | Dragon Age: The Veilguard        | Heir    |                   |

## Théâtre
| Année | Titre                 | Rôle      | Notes                                 |
| ----- | --------------------- | --------- | ------------------------------------- |
| 1998  | Le poulet est rôti    | Cécile    | Tadam, Paris                          |
| 2002  | Jalousie en trois fax | Irish     | Tournée européenne                    |
| 2004  | Faux départ           | Diane     | Théâtre Rive Gauche, Paris            |
| 2006  | Red Light Winter      | Christine | Elephant Theatre Company, Los Angeles |
| 2011  | Bang Bang Bang        | Mathilde  | Royal Court Theatre, Londres          |
| 2019  | Fairview              | Bets      | Young Vic, Londres                    |

## Récompenses et nominations
| Année | Récompense                                       | Catégorie                                         | Œuvre              | Résultat | Ref   |
| ----- | ------------------------------------------------ | ------------------------------------------------- | ------------------ | -------- | ----- |
| 2007  | Festival méditerranéen des nouveaux réalisateurs | Meilleure actrice                                 | Le dîner           | Lauréat  |       |
| 2010  | Method Fest Independent Film Festival            | Meilleure performance dans un film à petit budget | Do Elephants Pray? | Lauréat  | [ 8 ] |